# En su propia trampa
En su propia trampa fue un programa de investigación periodística de televisión chilena, inspirado en el programa inglés The Real Hustle,[cita requerida] producido por el área de realidad de Canal 13, presentado por Emilio Sutherland y puesto en el aire por primera vez el 2 de junio de 2011. 
El programa mostraba en los episodios las estafas y engaños recurrentes cometidos por delincuentes, investigando y siguiendo a los sujetos, para finalmente hacer un montaje que los haga caer «en su propia trampa».
Debido a las temáticas abordadas y el especial sello del programa, que busca «desenmascarar y hacer caer a los delincuentes», En su propia trampa se ha transformado en un éxito de sintonía y de popularidad entre el público en las redes sociales y la crítica especializada.
Finalmente tras 112 capítulos y alcanzando cifras de audiencia sobre los 30 puntos, el programa emitió su capítulo final el 24 de diciembre de 2018, tiempo después el propio Emilio Sutherland confirmó el fin del programa tras ocho años al aire.

## Formato
El espacio trataba uno o dos casos cada capítulo, el caso principal se muestra de manera completa y habitualmente es este en el cual a los delincuentes se les hace la «trampa» y seguimiento que tiene de premisa el programa. Esta trampa que se le hace a los delincuentes, se realiza un montaje con un grupo de actores y magos quienes sirven como señuelos.
En el caso secundario, se revelan las tácticas que los delincuentes utilizan para estafar a las personas, haciendo también un seguimiento, pero sin utilizar actores ni involucrándose con los timadores como en el caso principal.
En todos los casos, el equipo de producción hace una profunda investigación a los timadores y sus métodos para estafar, contando así, con la ayuda del OS-7 de Carabineros de Chile.
Aparte de los dos casos que se muestran, el programa tiene una pequeña sección llamada «Para que a usted no le pase», donde 3 especialistas del equipo: los dos magos Mauro y Américo, y Feña (actriz), muestran los engaños y robos comunes en las calles, para ello, los tres recorren el centro de Santiago haciendo estos delitos a personas comunes, a las que finalmente se les revela el truco para que sepan como actúan normalmente los timadores y los cuidados que se deben tener.

### Equipo
- Conductor: Emilio Sutherland (quien también participa activamente tras cada montaje y enfrentando luego a los delincuentes engañados), quien además actuó de «Tío Emilio» en «La casa embrujada».[7]
- Narrador: Mario Olguín
- Director del programa: Diego López (quién además es ilusionista y uno de los realizadores de las trampas)
- Los especialistas: Mauro Silva, Américo Roura (magos) y Fernanda Vergara (actriz)
- Participaciones especiales: Teresita Reyes actuó como ella misma en «Los plumilleros». Adriana Barrientos (como ella misma) en «Engaño en bencineras». Martín Cárcamo actuó como «el tío Martín» en «Falso doctor». Edo Caroe actuó como «el sobrino» en «Finge ataques epilépticos». Jorge Valdivia tuvo una participación especial en el primer capítulo de la temporada 2018.
- Macarena Venegas, desde la temporada 2015 ha aparecido haciendo casos de estafadores dentro de un bloque de cada capítulo.

### Tipografía y estética en pantalla
- Desde 2011, la tipografía Courier New era la que se utilizaba para el logotipo. Dicha tipografía también se utilizaba para el zócalo, las informaciones en pantalla y todo tipo de textos. Los colores que identifican al programa son negro, gris, blanco y amarillo en 2011.

### Música
- Desde 2011 se utiliza la canción «Money» de Craig Armstrong, tema perteneciente a la banda sonora original de Wall Street 2: El dinero nunca duerme, como presentación, apertura y cierre de comerciales.

## Episodios
| Temporada | Temporada | Episodios | Episodios | Emisión original         | Emisión original        | Audiencia promedio (puntos) |
| Temporada | Temporada | Episodios | Episodios | Primera emisión          | Última emisión          | Audiencia promedio (puntos) |
| --------- | --------- | --------- | --------- | ------------------------ | ----------------------- | --------------------------- |
|           | 1         | 11        | 11        | 2 de junio de 2011       | 14 de agosto de 2011    | 27,5                        |
|           | 2         | 14        | 14        | 2 de julio de 2012       | 15 de octubre de 2012   | 25,6                        |
|           | 3         | 14        | 14        | 1 de julio de 2013       | 28 de octubre de 2013   | 25,1                        |
|           | 4         | 14        | 14        | 11 de agosto de 2014     | 10 de noviembre de 2014 | 23,3                        |
|           | 5         | 15        | 15        | 16 de agosto de 2015     | 25 de noviembre de 2015 | 20,5                        |
|           | 6         | 17        | 17        | 25 de septiembre de 2016 | 22 de enero de 2017     | 15,8                        |
|           | 7         | 15        | 15        | 20 de agosto de 2017     | 10 de diciembre de 2017 | 18,7                        |
|           | 8         | 13        | 13        | 23 de septiembre de 2018 | 24 de diciembre de 2018 | 18,4                        |

### Primera temporada (2011)
| N.º en serie | N.º en temp. | Título                                                                                           | Fecha de emisión original | Audiencia (puntos) |
| --- | ------------ | ------------------------------------------------------------------------------------------------ | ------------------------- | ------------------ |
| 1 | 1            | «Los plumilleros»                                                                                | 2 de junio de 2011        | 22,3               |
| Se revela una nueva forma de estafa que adoptan los plumilleros: con una confusión de palabras que crean a sus víctimas (generalmente mujeres) cobran $12 000 (que al pronunciarlo rápido suena como «doss´ mil») más de lo normal por un par de plumillas para el parabrisas de los autos. Con la ayuda de dos actrices (una de ellas Teresita Reyes) y un fisicoculturista, se logra asustar a uno de estos estafadores, quién, tras comprobar y vigilar sus engaños, es detenido por Carabineros gracias a la ayuda del programa. Además, se investiga y revela el robo de un notebook a un joven, el cual es finalmente recuperado gracias a una supuesta compra hecha por un miembro del programa, para que luego Carabineros detuviese al vendedor y ladrón del computador. También se muestra un nuevo engaño en cajeros automáticos. En «Para que a usted no le pase» un juego de manos que engaña a las personas al recibir dinero, es mostrado por Mauro y luego, Mauro y Américo se hacen pasar por extranjeros y muestran un nuevo método de engaño mediante esta mentira. Participación especial: Teresita Reyes (como ella misma). |              |                                                                                                  |                           |                    |
| 2 | 2            | «La casa embrujada»                                                                              | 9 de junio de 2011        | 22,2               |
| El equipo de En su propia trampa lleva a una casa a «brujos y sanadores», quienes mediante técnicas dicen ahuyentar a malos espíritus. En esta casa vive se les hace una trampa que desata las risas en la audiencia, a través de ruidos, cierres de puertas, y la extraña desaparición del «Tío Emilio» (quién supuestamente es un hombre enfermo, interpretado por Emilio Sutherland), los estafadores huyen despavoridos y sin siquiera cobrar el dinero. Más tarde estos trucos e ilusiones fueron revelados por el equipo del programa, como humorada. Además les muestran una forma de conseguir un automóvil sin usar violencia y con unas latas para impedir futuros robos. En «Para que a usted no le pase» Feña se hace pasar por una discapacitada para demostrar un nuevo tipo de estafa en los cajeros automáticos con cambio de tarjetas. |              |                                                                                                  |                           |                    |
| 3 | 3            | «Pepito paga doble»                                                                              | 16 de junio de 2011       | 28,5               |
| Emilio Sutherland y el equipo del programa se encargan de recorrer Viña del Mar, donde se comprueba que en una de sus principales calles está presente el famoso engaño «Pepito paga doble», por lo que junto a Américo y Feña, se encargan de apostarse en la misma calle y revelar el engaño a los transeúntes. Esto ocasionó un conflicto con los timadores, quienes al percatarse del hecho, reaccionan de manera violenta, por lo que Carabineros tuvo que intervenir. Por esto mismo, todo el momento fue grabado en un edificio cercano, donde Emilio Sutherland y un teniente de Carabineros vigilaban el montaje. El principal cabecilla de esta red de timadores, ya tras las rejas, accede a una entrevista con Sutherland, donde reconoce descaradamente sus estafas, pero demuestra con singular carisma y simpatía su habilidad en el juego. Además, se muestra un estafa relacionada con un falsa medición de aceite en las bencineras para los automóviles, también se muestra un pequeño robo que hacen gitanas, una de ellas intento engañar a Emilio una década antes sin resultado, pero esta vez siendo engañadas por Mauro. En «Para que a usted no le pase» se demuestra la conocida estafa «el cambiazo» donde Américo hace un ejemplo y da consejos para que las personas no se dejen engañar junto con la captura de un joven criminal que aplica la técnica del «cambiazo». |              |                                                                                                  |                           |                    |
| 4 | 4            | «Ocupantes ilegales»                                                                             | 23 de junio de 2011       | 26,6               |
| Una señora se contacta con el programa para pedir ayuda, ya que su departamento ha sido ocupado ilegalmente por una pareja hace dos años. Parte del equipo del programa (incluido el conductor) se disfraza y fingiendo ser una empresa de fumigación, entra al domicilio, trayendo consigo, ratones, baratas, arañas, que son intencionalmente colocadas en partes del domicilio, causando el horror de los ocupantes ilegales, quienes, después de dos semanas, dejan el departamento, quedando libre para su original dueña gracias a la ayuda de En su propia trampa además esta tomando acciones legales para hacer que los inquilinos ilegales paguen por los servicios no pagados. También se muestra el caso de varias víctimas que al hacer una venta en Internet, son estafados por el comprador, quien hace depósitos falsos para no pagar el dinero. Gracias a una investigación del programa junto a Carabineros, se detiene a la joven culpable con una inesperada sorpresa. |              |                                                                                                  |                           |                    |
| 5 | 5            | «Engaño en bencineras»                                                                           | 30 de junio de 2011       | 33,1               |
| Tras múltiples denuncias, se comprueba la estafa que realizan bomberos de una bencinera Terpel en Santiago, donde echan en promedio $3 000 menos de dinero en bencina a los autos, dinero robado que no va para la empresa y que se quedan ellos, por lo que Adriana Barrientos es enviada a protagonizar el montaje característico del programa, haciendo pasar un mal rato a estos bomberos y siendo también estafada por ellos. Luego de esto, Emilio Sutherland se acerca al recinto encarando y exigiendo a los bomberos una explicación por sus recurrentes actos pero es recibido de mala manera por los sujetos, siendo amenazado por uno de ellos. Además se muestra como un billete roto puede darles una lección a esos bomberos estafadores (Se pagó directamente a la empresa por cuestiones éticas). Finalmente Sutherland habla con uno de los gerentes de la empresa Terpel, quién señala que los 3 bomberos involucrados fueron despedidos de la compañía y se están tomando medidas para evitar futuras estafas. En «Para que a usted no le pase», Mauro y Feña realizan una demostración del robo mediante una mancha y luego ellos junto con Américo nos muestra una distracción que es usada por delincuentes para sustraer algún bolso en una cafeterías y restaurantes. Participación especial: Adriana Barrientos (como ella misma).                                           |              |                                                                                                  |                           |                    |
| 6 | 6            | «Estafas telefónicas»                                                                            | 7 de julio de 2011        | 27,3               |
| Este capítulo se dividió en 3 partes, todas relacionadas con las estafas telefónicas: - Atrapados infraganti: El equipo junto con Carabineros puso en jaque a los responsables de una forma de estafa ya implantada en delincuentes que operan tanto afuera como adentro de las cárceles del país. Estas consisten en llamadas falsas donde las víctimas suelen ser asesoras del hogar, personas de la tercera edad y niños quienes caen en la trampa de estos ladrones mediante engaño de que el estafador es un familiar de la víctima o es miembro de los Carabineros para hacer un acuerdo extrajudicial falso para un falso crimen. - La especial señora Marta: Aquí un par de víctimas de un estafador le pidieron ayuda al equipo de En su propia trampa para darle una lección a ese estafador de una forma muy particular con una «Abuelita» muy curiosa, la cual roban por medio del uso de tarjetas prepago. - La trampa de la caja fuerte: Con ayuda de Carabineros, crearon una trampa con una caja fuerte falsa para uno de los mayores líderes de los estafadores por teléfono tanto a su equipo fuera de la cárcel como su equipo dentro de la cárcel. |              |                                                                                                  |                           |                    |
| 7 | 7            | «Servicios técnicos chantas»                                                                     | 17 de julio de 2011       | 29,1               |
| El programa arrendó distintas casas para ver cómo trabajan algunos técnicos a domicilio que hacen presupuestos exorbitantes de las visitas técnicas y dudosas reparaciones. Además, también contamos con la participación de una supuesta nana paraguaya, muy atractiva y que interactuó con estos hombres. El primer técnico que conocimos fue Patricio Jara, quien no tardó más de 10 minutos en la evaluación y cobró $65 mil, otro quien fue entrevistado luego por Emilio e intento atacarlo cobraba más de 90 mil pero las trampas hechas por el equipo le dieron una lección y sin un solo peso del equipo para esos técnicos. |              |                                                                                                  |                           |                    |
| 8 | 8            | «Estafas en servicios técnicos de notebooks»                                                     | 24 de julio de 2011       | 30,9               |
| El equipo periodístico a cargo de Emilio Sutherland estuvo tras la pista de «Marco Valle», un joven que prestaba servicios técnicos de notebooks y engañaba a sus clientes para quedarse con los equipos, desbaratarlos y así venderlos por partes. Este autodenominado experto fue engañado por el equipo periodístico y finalmente fue formalizado por apropiación indebida y estafa. Además, un robo cada vez más común y masivo, en Santiago se roban una bicicleta cada 5 minutos, por eso, esta vez el equipo periodístico hizo que los ladrones que operan en la comuna de Providencia cayeran En su propia trampa. Emilio Sutherland junto a un experto en bicicletas prepararon un señuelo para atrapar a estos delincuentes. «Para que Ud. no le pase»: Feña, Mauro y Ámerico nos muestra que por medio de una vigilancia de unas bolsas se permite un robo de equipo y también nos muestra la estafa del «balurdo» donde es un fajo de papeles con un billete verdadero para crear un señuelo. |              |                                                                                                  |                           |                    |
| 9 | 9            | «El auto fantástico»                                                                             | 31 de julio de 2011       | 30,3               |
| Descarados cuidadores de autos atemorizan a mujeres en distintos sectores de Santiago. Ellos no se imaginan que caerán «en su propia trampa». Se demuestra que existen cobros excesivos por parte de los estacionadores a plena luz del día manipulando los parquímetros y también lo que ocurre en la noche cuando la gente confía en que los autos quedaron «en buenas manos». Ellos quedaron en evidencia y el «auto fantástico» provocó más de un dolor de cabeza a los cuidadores. Ellos enfrentaron situaciones que dejaron al descubierto sus engaños y sus reacciones cuando se sienten «atrapados». Además se evidencia algo que es común y que no estaba en los planes del equipo. Gracias al equipo periodístico, uno de ellos quedó detenido por infringir las normas. Participación especial: Perla Ilich. |              |                                                                                                  |                           |                    |
| 10 | 10           | «Ciberdelincuentes al descubierto, inescrupulosos estafadores, vendedores ambulantes y taxistas» | 7 de agosto de 2011       | 31,2               |
| En este capítulo, se descubrieron cuatro engaños: La Estafa Cibernética de Christian Morán, Las estafas de los taxistas, comandados por «Bin Laden», que engañaban a extranjeros que venían a Santiago de Chile. Se reveló cómo los vendedores callejeros y dueños de farmacias, son cómplices directos de las falsificaciones de perfumes para hombres y para mujeres, que infringen leyes chilenas sobre propiedad intelectual e industrial. Los famosos del canal, varios cayeron en la trampa de los perfumes, por parte de la sagacidad de Mauro al demostrar lo fácil que es convencer a las personas. Un vendedor de paltas, que engañó durante más de 2 décadas, debido a que su «romana» estaba adulterada. Se descubrió el engaño y el vendedor cayó en la trampa del «Tío Emilio», que descubría el engaño, que consistía en que las paltas que vendían, no pesaban el peso exacto, según la fecha del capítulo, ese vendedor cambió su forma de venta de vender por kilo a vender por unidades. |              |                                                                                                  |                           |                    |
| 11 | 11           | «Robo de notebooks, perfumes falsificados y el depósito falso»                                   | 14 de agosto de 2011      | 20,9               |
| En este capítulo, se logró recuperar un notebook robado de manos de un criminal, gracias a un software de rastreo creado en Chile llamado Prey, como funciona y una visita especial a su creador. También se sigue el seguimiento a dos casos mostrados anteriormente, los falsificadores de perfumes del capítulo anterior y como es fácil engañar las personas que los compren con la ayuda del carismático de Mauro aunque hubo algunos que no cayeron como es el especialista del programa, Julio César Rodríguez y la actriz, Carolina Infante, como pueden engañar a las personas mediante la obtención de los envases originales y también como es la red de producción de esos perfumes falsificados. Y El seguimiento del caso del Depósito Falso presentado en un capítulo anterior con un avance de la investigación de los culpables y como ese capítulo en cuestión ha ayudado en la disminución de casos y el aumento de denuncias. En «Para que a usted no le pase» se muestra cómo Mauro, aparentemente distraído por perderse en la Comuna Santiaguina de Las Condes, utiliza el truco del mapa para robar equipos de gran valor económico. |              |                                                                                                  |                           |                    |

### Segunda temporada (2012)
Esta temporada se tituló La revancha de las victimas, en esta temporada se enfocó una temática por episodio y no está la sección «Para que usted no le pase» ni la participación de los tres expertos (Mauro, Américo y Feña).
| N.º en serie | N.º en temp. | Título                                             | Fecha de emisión original | Audiencia (puntos) |
| --- | ------------ | -------------------------------------------------- | ------------------------- | ------------------ |
| 12 | 1            | «Falso doctor»                                     | 2 de julio de 2012        | 26,5               |
| El doctor Dencil ofrecía falsas promesas para sanar a pacientes y cobraba altas sumas de dinero, sin embargo, sus tratamientos no daban los resultados esperados. Martín Cárcamo, Dash y Seba ayudaron a que este médico cayera en su propia trampa. Participación especial: Martín Cárcamo (como «el tío Martín»). |              |                                                    |                           |                    |
| 13 | 2            | «Falsos discapacitados»                            | 9 de julio de 2012        | 28,8               |
| Un falso sordomudo y un falso manco, que fingían tener serios problemas físicos con tal de pedir dinero o comida, fueron desenmascarados con la ayuda de una «ambulancia solidaria» y un «alimento especial». Su engaño quedó al descubierto y cayeron «En su propia trampa». |              |                                                    |                           |                    |
| 14 | 3            | «El cuento del tío»                                | 16 de julio de 2012       | 28,5               |
| En este capítulo se revela cómo se realiza el engaño «El cuento del come tortas», pero en esta ocasión fueron los estafadores quienes sintieron el temor. Con la ayuda de una abuelita estos profesionales del engaño cayeron «En su propia trampa». |              |                                                    |                           |                    |
| 15 | 4            | «Falsas psíquicas»                                 | 23 de julio de 2012       | 29,8               |
| Las hermanas Peña pusieron a prueba sus poderes sobrenaturales, pero no imaginaron nunca que caerían «En su propia trampa», al tener que enfrentarse a una supuesta casa embrujada. |              |                                                    |                           |                    |
| 16 | 5            | «Psíquicos puestos a prueba»                       | 30 de julio de 2012       | 23,1               |
| Latife Soto, Zita Tarot y Carlos Meschi, tres famosos psíquicos reconocidos por sus poderes o habilidades paranormales, fueron puestos a prueba a través de burdos trucos en una supuesta casa embrujada. Ellos tuvieron el tiempo para defender lo que hicieron y negaron por completo algún tipo de engaño. Además, nuevas denuncias sobre las hermanas Peña. |              |                                                    |                           |                    |
| 17 | 6            | «Mecánicos chantas»                                | 6 de agosto de 2012       | 24,7               |
| Mecánicos del sector de reparaciones y repuestos de automóviles, conocido como «10 de Julio», fueron elegidos al azar y puestos a prueba para ver hasta dónde llegaba su honradez. La producción del programa, ayudados por mecánicos profesionales, creó una simple falla de un vehículo y se sorprendió con el diagnóstico que posteriormente dieron estos supuestos mecánicos. Sólo uno de ellos encontró la verdadera falla y procedió con honradez, ese mecánico fue encontrado tiempo después de la grabación en una mala situación debido a una enfermedad, gracias al Equipo, este recibió ayuda de su ciudad y abrió una cuenta de donativos para darle una ayuda a él y su familia. |              |                                                    |                           |                    |
| 18 | 7            | «Arrendatarios morosos»                            | 13 de agosto de 2012      | 27,7               |
| Una pareja de arrendatarios morosos, integrado por un profesor universitario y una abogada paraguaya, llevaban más de un año sin pagar el arriendo de la casa donde habitaban. Todo esto mientras Daniel, el arrendador y dueño del inmueble, estaba desesperado y agobiado por las deudas sin ver ninguna solución. Descubrimos cómo este matrimonio inventaba excusas y se amparaba en su dominio de la ley para no pagar. Pero esta situación cambió cuando unos maestros muy especiales entraron en acción y una familia de gitanos llegó exigiendo ocupar la casa. |              |                                                    |                           |                    |
| 19 | 8            | «Cambiazos en cajeros y taxis»                     | 20 de agosto de 2012      | 24,6               |
| Descubrimos a una banda internacional dedicada a realizar el cambiazo de tarjetas bancarias en los cajeros automáticos y a un taxista que lleva años engañando a sus pasajeros, realizando un particular tipo de cambiazo de billetes y el insistir el no usar el taxímetro para cobrar de más. Conocimos su forma de operar y movimientos para aprovecharse de la ingenuidad y confianza de las personas. |              |                                                    |                           |                    |
| 20 | 9            | «Robo de gas»                                      | 2 de septiembre de 2012   | 24,0               |
| Una pareja de repartidores de balones de gas licuado recorren cada día en su camión el sector oriente de la capital. Parecen unos típicos trabajadores, pero ellos realizan el llamado «trasvasije», engañando a sus clientes al venderles balones con menos kilos. Pero el equipo les darán una lección y se asegurarán de que sea el peor día para estos estafadores. |              |                                                    |                           |                    |
| 21 | 10           | «Falsos préstamos»                                 | 9 de septiembre de 2012   | 22,0               |
| El engaño de Silvia Cárdenas quedó al descubierto. Durante mucho tiempo estafó a amigos y cercanos, prometiéndoles préstamos bancarios que nunca llegaron. Ahora llegó el momento de pagar. |              |                                                    |                           |                    |
| 22 | 11           | «Trampa al matón y El engaño del pinchazo»         | 24 de septiembre de 2012  | 22,8               |
| Conoce los distintos tipos de hurtos y los trucos que realizan estos descarados ladrones. Sus objetivos predilectos son las joyas, carteras, celulares. Además, el engaño inescrupuloso que realiza un mecánico dentro de su propia vulcanización. |              |                                                    |                           |                    |
| 23 | 12           | «Trampa a Enzo Corsi y Atrapando al matón»         | 1 de octubre de 2012      | 26,6               |
| Las estafas del famoso humorista Enzo Corsi harán que caiga en su propia trampa cuando Emilio y las víctimas lo encaren por las estafas que les ha hecho. Además se da a conocer otro tipo de hurtos y trucos que realizan descarados ladrones. |              |                                                    |                           |                    |
| 24 | 13           | «Cobra y no hace el trabajo y falsas sanadoras»    | 8 de octubre de 2012      | 26,5               |
| Un supuesto vendedor de cortinas estafa a sus clientes cobrando por adelantado y después desaparece. Además supuestas curanderas tratarán de sanar a sus clientes, pero nunca pensaron que caerían «en su propia trampa». |              |                                                    |                           |                    |
| 25 | 14           | «Engaño los dejó en la calle y Atrapando al matón» | 15 de octubre de 2012     | 21,9               |
| Constructores dejan mediaguas en mal estado a familias desamparadas, entre ellos, una que tiene un niño con un complicado estado de salud. El equipo de En su propia trampa junto con Julio César Rodríguez ayudarán a esta familia con un evento a beneficio. Además otros matones juveniles serán «castigados». |              |                                                    |                           |                    |

### Tercera temporada (2013)
| N.º en serie | N.º en temp. | Título                                     | Fecha de emisión original | Audiencia (puntos) |
| --- | ------------ | ------------------------------------------ | ------------------------- | ------------------ |
| 26 | 1            | «Abusador de mujeres»                      | 1 de julio de 2013        | 26,4               |
| La denuncia de Karina Poltier sobre Jorge Bórquez, un colombiano que la agrede, maltrata y estafa, hará que el equipo de En su propia trampa lo haga caer. Participación especial: María Antonieta Saa, diputada. |              |                                            |                           |                    |
| 27 | 2            | «Finge ataques epilépticos»                | 8 de julio de 2013        | 22,6               |
| Un hombre finge tener fuertes ataques epilépticos en la vía pública para luego pedir dinero a la gente común. El equipo de En su propia trampa junto a la ayuda del comediante Edo Caroe y el testimonio de varias personas que sí padecen de epilepsia le darán un fuerte escarmiento. Participación especial: Edo Caroe (como «el sobrino»).                                                                                           |              |                                            |                           |                    |
| 28 | 3            | «Un matón en shock»                        | 15 de julio de 2013       | 17,0               |
| Un joven matón de 23 años secuestra y roba camiones de gas para luego venderlos y ganar dinero. Pero su suerte llegará hasta aquí, porque se encontrará con una banda de matones, quienes están muy furiosos y harán que él sienta el mismo miedo que sienten las víctimas que él asalta y así hacerlo caer «En su propia trampa». |              |                                            |                           |                    |
| 29 | 4            | «El engaño de las cajeras»                 | 22 de julio de 2013       | 25,3               |
| El Tío Emilio junto a un grupo de abuelitas dejan al descubierto el descarado engaño que cajeras de una sucursal de Servipag realizaban con parte de los vueltos de pensiones de ancianos y pagos realizados. Participación especial: Teresa Münchmeyer, actriz. |              |                                            |                           |                    |
| 30 | 5            | «Banda que roban casas»                    | 29 de julio de 2013       | 21,8               |
| Una banda de delincuentes roba casas creía tener el plan perfecto, ingenuamente revelaron estrategias y detalles de su próximo atraco, donde sorpresivamente les hicieron caer «En su propia trampa». |              |                                            |                           |                    |
| 31 | 6            | «El rey de las mentiras y Golpe al ladrón» | 5 de agosto de 2013       | 20,6               |
| Un lustrabotas estafador y un violento ladrón que abusa de sus víctimas son los nuevos objetivos del Tío Emilio. ¿Habrán caído en sus propias trampas? Participación especial: Cecilia Serrano, periodista. |              |                                            |                           |                    |
| 32 | 7            | «Engañados por un abogado»                 | 12 de agosto de 2013      | 18,0               |
| Este personaje se hacía llamar «abogado» para cometer los más increíbles engaños. Una clienta de esas que nadie quisiera tener lo hizo pasar una vergüenza y finalmente cayó en su propia trampa. |              |                                            |                           |                    |
| 33 | 8            | «El magnate de los permisos municipales»   | 19 de agosto de 2013      | 23,7               |
| La nueva víctima del programa es Néstor Jiménez, quien lleva una vida de lujo a costa de permisos municipales para personas discapacitadas. ¡Descubre cómo cayó y revisa la bullada polémica que tuvo con el «Tío Emilio» en tribunales de justicia! |              |                                            |                           |                    |
| 34 | 9            | «Usa a hija para engañar»                  | 23 de septiembre de 2013  | 22,1               |
| Paola Silva obligaba a su hija menor a hacerse pasar por una paciente de leucemia para mendigar en distintos puntos de Santiago. Pero su suerte se les acabó gracias a un falso programa de concursos y a la entereza y personalidad de Marisela Santibáñez. |              |                                            |                           |                    |
| 35 | 10           | «Fingen para robar»                        | 30 de septiembre de 2013  | 18,5               |
| Una pareja estafaba y robaba haciéndose pasar por solidarios colaboradores de un centro de rehabilitación. Además se intentó ayudar a un joven que con solo 17 años se encuentra sumergido en el mundo de las drogas y la delincuencia. |              |                                            |                           |                    |
| 36 | 11           | «Lanzas de Las Condes/Un choro asustado»   | 7 de octubre de 2013      | 23,7               |
| Dos conocidos y violentos lanzas de la zona oriente de Santiago recibieron su merecido gracias a Emilio y su equipo, incluidos el singular grupo de «rehabilitadores» con sus curiosas y fuertes técnicas que sin duda les dejan un mensaje. |              |                                            |                           |                    |
| 37 | 12           | «Engaña con la fe»                         | 14 de octubre de 2013     | 19,6               |
| El falso sacerdote Luis García Cabello declara pertenecer a la iglesia ortodoxa hace distintas ceremonias y cobra por ello. Se le hace una cámara oculta con mujeres bailarinas, se le asusta con un exorcismo y huye de una ceremonia cuando se le confronta con un sacerdote real de dicha fe. |              |                                            |                           |                    |
| 38 | 13           | «Ofrece trabajo por sexo»                  | 21 de octubre de 2013     | 17,1               |
| Daniel es un hombre que por el día trabaja en un negocio, pero por las noches se dedica a engañar a mujeres jóvenes ofreciéndoles ofertas millonarias de trabajo como trabajar en una película de Hollywood por un año con una paga de $3 millones o trabajar como anfitriona en un casino, pero su engaño acabará cuando un grupo de mujeres furiosas lo confronten por aprovecharse de ellas y así Daniel caerá «En su propia trampa». |              |                                            |                           |                    |
| 39 | 14           | «Auto señuelo / Robo en Renca»             | 28 de octubre de 2013     | 19,8               |
| Un auto señuelo se convirtió en la trampa de unos delincuentes especialistas en robo de vehículos. Por otro lado, jefes de un colegio de Renca se quedaban con el alimento estatal de sus alumnos, pero sus días cometiendo tan cruel acción se vieron contados con los dedos de una mano. |              |                                            |                           |                    |

### Cuarta temporada (2014)
| N.º en serie | N.º en temp. | Título                                                        | Fecha de emisión original | Audiencia (puntos) |
| --- | ------------ | ------------------------------------------------------------- | ------------------------- | ------------------ |
| 40 | 1            | «Vidente VIP»                                                 | 11 de agosto de 2014      | 18,5               |
| Carolina Moreno es una «vidente vip», quien asegura sanar todo tipo de problemas con sus poderes y cobra altas sumas de dinero por las consultas. |              |                                                               |                           |                    |
| 41 | 2            | «Productos milagrosos»                                        | 18 de agosto de 2014      | N/D                |
| El Grupo Omnilife ofrece irresponsablemente un producto que supuestamente cura el cáncer y otras enfermedades, Aparte de estafar a sus promotores con grandes ganancias que rara vez se concretan. Sin embargo el Tío Emilio nuevamente hizo justicia haciéndolos caer «En su propia trampa». |              |                                                               |                           |                    |
| 42 | 3            | «Secta del Arcángel»                                          | 25 de agosto de 2014      | N/D                |
| Una comunidad de dos mujeres afirma estar conectada con Cristo y el arcángel Gabriel. Dos familias las denunciaron por prometer curaciones y revivir a personas. |              |                                                               |                           |                    |
| 43 | 4            | «Acosadores: peligro en la web»                               | 1 de septiembre de 2014   | 18,1               |
| Dos profesores que buscan a menores en Internet para obtener juegos sexuales. |              |                                                               |                           |                    |
| 44 | 5            | «El balurdo: el engaño de los billetes / Peligro en la web 2» | 8 de septiembre de 2014   | 17,1               |
| El equipo descubre a una banda que engaña a adultos mayores quitando sus pensiones usando el método del «balurdo». Además, dos nuevos casos de acoso por Internet similar al episodio anterior.                                                                                               |              |                                                               |                           |                    |
| 45 | 6            | «Funa a los lanzas»                                           | 15 de septiembre de 2014  | 16,5               |
| El equipo intercepta a los lanzas más peligrosos de Santiago oriente. |              |                                                               |                           |                    |
| 46 | 7            | «Engaña a enfermos»                                           | 22 de septiembre de 2014  | 14,4               |
| Una falsa curandera juraba sanar desde el cáncer hasta el sida durante 40 años y cobraba por sus supuestos tratamientos. |              |                                                               |                           |                    |
| 47 | 8            | «El doctor del láser»                                         | 29 de septiembre de 2014  | 11,7               |
| Horacio Taricco prometía curar depresiones y otros trastornos con máquinas láser a cambio de grandes sumas de dinero. |              |                                                               |                           |                    |
| 48 | 9            | «Acoso a menores»                                             | 6 de octubre de 2014      | 12,2               |
| Al igual que en episodios anteriores, el equipo buscó a nuevos ciberacosadores obteniendo juegos sexuales; en un hecho sin precedentes, una familia reconoce en carne propia a uno de los sujetos.                                                                                            |              |                                                               |                           |                    |
| 49 | 10           | «La mujer increíble»                                          | 13 de octubre de 2014     | N/D                |
| Pamela Vergara lucra con su propia institución de beneficencia falsa mintiendo a la gente con una supuesta enfermedad, sin saberlo, cae «en su propia trampa» desde un falso programa de televisión presenciado por Martín Cárcamo.                                                           |              |                                                               |                           |                    |
| 50 | 11           | «Los mil y un engaños»                                        | 20 de octubre de 2014     | 11,9               |
| Héctor Bravo, el «Onur» chileno, estafa a la gente con sus oficios. |              |                                                               |                           |                    |
| 51 | 12           | «Timador de mujeres»                                          | 27 de octubre de 2014     | 12,7               |
| Rodrigo Valenzuela aprovecha con seducción a mujeres para engañarles con dinero y un acosador de Facebook victimiza a una supuesta menor de 15 años. |              |                                                               |                           |                    |
| 52 | 13           | «La estafa de los seguros falsos»                             | 3 de noviembre de 2014    | 7,8                |
| Una denuncia sobre adulteración de seguros obligatorios falsificados arriesga a más de 5000 usuarios y un cómplice fue seguido por el equipo. |              |                                                               |                           |                    |
| 53 | 14           | «Policías corruptos»                                          | 10 de noviembre de 2014   | 12,5               |
| Uniformados de la PDI compran celulares de dudosa procedencia en diversos persas para beneficio propio. |              |                                                               |                           |                    |

### Quinta temporada (2015)
| N.º en serie | N.º en temp. | Título                                                     | Fecha de emisión original | Audiencia (puntos) |
| --- | ------------ | ---------------------------------------------------------- | ------------------------- | ------------------ |
| 54 | 1            | «No quiere pagar»                                          | 16 de agosto de 2015      | 23,7               |
| Rafed Taleb debe más de 20 meses de arriendo a una señora, una deuda que supera los 10 millones de pesos. Inclusive, estrena un nuevo segmento sobre técnicos que reparan artefactos eléctricos. |              |                                                            |                           |                    |
| 55 | 2            | «Robo en bencineras»                                       | 23 de agosto de 2015      | 24,8               |
| Seis bomberos de la Shell de Av. Macul con Grecia, se dedican a estafar a la gente con un novedoso método. |              |                                                            |                           |                    |
| 56 | 3            | «El acosador de menores»                                   | 30 de agosto de 2015      | 22,9               |
| Un hombre, Alonso Lara, acosa a menores de edad a través de llamadas telefónicas y por chat. Con la ayuda de Los Locos del Humor, junto con el equipo, logran caer al pervertido antes de que una turba lo increpe. Además, Aldo Schiappacasse e Iván Valenzuela fueron invitados en un bloque sobre los peligros de datos de internet. |              |                                                            |                           |                    |
| 57 | 4            | «Abuelos engañados»                                        | 6 de septiembre de 2015   | 23,2               |
| Ruth Verónica González Pérez robaba a gente de la tercera edad de forma descarada. |              |                                                            |                           |                    |
| 58 | 5            | «El tenebroso hogar de ancianos»                           | 13 de septiembre de 2015  | 21,1               |
| Se descubre un asilo de ancianos en Melipilla, en la que se muestran maltratos y condiciones deplorables. El equipo encaró a la mujer (Inés Arap) que lo controla el lugar, aprovechando su orgullo con las personas de la tercera edad. Participación especial: Francisco Saavedra. |              |                                                            |                           |                    |
| 59 | 6            | «Especial En su propia trampa»                             | 20 de septiembre de 2015  | 16,9               |
| En este episodio reaparece el Dr. Dencil engañando nuevamente a sus clientes, por lo que el Tío Emilio se disfraza con la técnica del rejuvenecimiento; también se muestran dos supuestos técnicos en refrigeradores que, uno de ellos acabaría de la peor manera en forma violenta. Además contiene un resumen del programa sobre el robo de casas, el del «Acosador de menores« y del episodio «No quiere pagar». |              |                                                            |                           |                    |
| 60 | 7            | «El estafador de los viajes»                               | 27 de septiembre de 2015  | 16,8               |
| Filipe Sousa, ciudadano brasileño que engaña a muchas personas ofreciendo viajes para luego estafarlos con grandes sumas de dinero, siendo acusado de estafa desde otras partes del mundo. Con a la participación de Jenny Cavallo y Juan Lacassie «Chispa», lograron desenmascarar al supuesto agente de viajes, desde un concurso de cachetadas hasta un asalto simulado. |              |                                                            |                           |                    |
| 61 | 8            | «Los taxistas estafadores que cayeron en su propia trampa» | 4 de octubre de 2015      | 17,5               |
| Taxistas del centro de Santiago engañan a sus pasajeros utilizando el método del cambiazo y adulterando sus taxímetros, cobrando más de lo requerido incluso más de seis veces. Unos supuestos traficantes chinos de ginseng y unos agentes antinarcóticos logran caer en su trampa a uno de los conductores, que durante una fiscalización portaba droga en sus bolsillos y un novedoso mecanismo que incrementa ilegalmente los taxímetros para dos de los taxistas.                                                                      |              |                                                            |                           |                    |
| 62 | 9            | «La casa embrujada más divertida»                          | 11 de octubre de 2015     | 17,2               |
| Una sanadora realiza falsas curaciones para espantar espíritus cobrando millonarias sumas, hasta que un supuesto duende logra caer en su propia trampa; también muestra un falso brujo que lucra a sus clientes, y un conflicto entre vecinos y la administración de un edificio del concurrido centro de Santiago por unas irregularidades. |              |                                                            |                           |                    |
| 63 | 10           | «El caso de los abogados corruptos»                        | 21 de octubre de 2015     | 18,5               |
| Abogados ingresan celulares a las cárceles y colaboran con los reclusos. Por otro lado, se observa un caso de secuestro virtual, de un sujeto que era perseguido por orden de detención por estafa, y un nuevo segmento, del caso sobre el robo a ancianos mediante el balurdo un año antes. |              |                                                            |                           |                    |
| 64 | 11           | «La peligrosa banda que ataca restaurantes»                | 28 de octubre de 2015     | 20,9               |
| La banda de delincuentes denominada «Los Pelolais» se especializan en el robo de bolsos, mochilas y carteras desde cafeterías y restaurantes del sector oriente de Santiago; el equipo de En su propia trampa han logrado funar a los carteristas para no seguir delinquiendo, incluida una espectacular persecución. También en este episodio, se reporta un caso de una venta irregular de una propiedad que la moradora no le pertenece, y de un eventual hackeo de parte del SENCE, siendo el periodista Nacho Pop como el encuestador. |              |                                                            |                           |                    |
| 65 | 12           | «Los delincuentes quedaron completamente atrapados»        | 4 de noviembre de 2015    | 22,2               |
| Dos sujetos, especializados en «portonazos» (robo de vehículos desde la salida de sus casas) logran caer en su propia trampa tras robar un automóvil, quedando bloqueados por dentro. |              |                                                            |                           |                    |
| 66 | 13           | «Una noche de terror»                                      | 11 de noviembre de 2015   | 27,2               |
| Bandas rivales atacan a familias y niños en medio de balaceras de estos en una población de Quilicura. El «Tío Emilio» fue testigo del conflicto, mostradas en carne propia escenas nunca antes vistas en televisión abierta por el grado de extrema violencia. |              |                                                            |                           |                    |
| 67 | 14           | «Ladrones de autos»                                        | 18 de noviembre de 2015   | 17,5               |
| Delincuentes impiden robar vehículos bajo un sistema tecnológico, que previamente ellos forzan las puertas y sustraen objetos desde el interior de los autos en Lo Valledor. A esto se suma una persecución de otra banda especializada en estos ilícitos. Aparte del episodio, se denuncia un caso de estafa de un subsidio habitacional afectando a más de 40 personas, engañadas por una mujer. |              |                                                            |                           |                    |
| 68 | 15           | «Tío Emilio vuelve a la población Parinacota»              | 25 de noviembre de 2015   | 18,5               |
| Luego de los incidentes vividos en Quilicura, el Tío Emilio ve la situación actual de esta población tras los tiroteos de hace semanas y de los afectados; además en este episodio regresan la banda de «Los Pelolais» después de su estadía en Miami; también se descubre a una mujer que se disfrazaba de mendiga para engañar a la gente con limosnas, y el equipo investiga a unos lanzas que sustraen especies a automovilistas y transeúntes en la Av. Santa Isabel.                                                                  |              |                                                            |                           |                    |

### Sexta temporada (2016-2017)
| N.º en serie | N.º en temp. | Título                                               | Fecha de emisión original | Audiencia (puntos) |
| --- | ------------ | ---------------------------------------------------- | ------------------------- | ------------------ |
| 69 | 1            | «Sin título»                                         | 25 de septiembre de 2016  | 23,7               |
| De estrella de fútbol a mentiroso profesional, el programa hace caer a Nicolás Villamil, exjugador profesional. Participación especial: Francisco Saavedra. |              |                                                      |                           |                    |
| 70 | 2            | «Sin título»                                         | 2 de octubre de 2016      | 18,7               |
| El equipo logra desbaratar una banda que dice ser experta en robos de casas, con la ayuda de una genial trampa tecnológica que le hicieron caer. Además se premió al técnico en computadores más honesto. |              |                                                      |                           |                    |
| 71 | 3            | «Sin título»                                         | 9 de octubre de 2016      | 13,9               |
| En este capítulo, un supuesto «machi» que abusa de jóvenes mujeres, caerá en una ingeniosa trampa y el tío Emilio lo encarará en pleno centro de Santiago. |              |                                                      |                           |                    |
| 72 | 4            | «Sin título»                                         | 16 de octubre de 2016     | 22,0               |
| El equipo sigue a dos delincuentes expertos en «portonazos», ahí le puso una trampa con alta tecnología a los hampones y los dejan literalmente atrapados. También llegó el segmento de los honestos sobre mecánicos. |              |                                                      |                           |                    |
| 73 | 5            | «Sin título»                                         | 24 de octubre de 2016     | 15,7               |
| Es un nuevo delito que sorprende a todos, son usurpadores de domicilios, se los toman y los arriendan, las víctimas no saben qué hacer. Sin embargo, todos caen en su propia trampa. |              |                                                      |                           |                    |
| 74 | 6            | «Especial de En su propia trampa»                    | 30 de octubre de 2016     | 10,6               |
| Resumen de los momentos más emblemáticos del programa. |              |                                                      |                           |                    |
| 75 | 7            | «Lanzas»                                             | 6 de noviembre de 2016    | 17,5               |
| Unos grupos de «lanzas», al menos 15 delincuentes que roban a pasajeros del Transantiago, se suben para robar celulares y billeteras a víctimas que por lo general son personas de la tercera edad, mujeres y niños. |              |                                                      |                           |                    |
| 76 | 8            | «Falso curador»                                      | 13 de noviembre de 2016   | 13,8               |
| Decenas de personas de todas las edades y de distintas condiciones sociales son engañadas por «Darlik», un sujeto que dice curar todas las enfermedades con supuestos poderes sobrenaturales. Participación especial: Jorge Navarrete, concejal de Peñaflor. |              |                                                      |                           |                    |
| 77 | 9            | «Robo de Autos / Barrio azotado por la delincuencia» | 20 de noviembre de 2016   | 16,3               |
| Producto de los reiterados robos que recibían un grupo de vecinos, principalmente por los vehículos estacionados en la vía pública. Aquí estos delincuentes caen en su propia trampa, y asimismo, premian a los técnicos eléctricos más honestos. |              |                                                      |                           |                    |
| 78 | 10           | «Arrendataria violenta»                              | 27 de noviembre de 2016   | 18,1               |
| Una agresiva mujer y su hija llevan más de 3 años ocupando una casa sin pagar arriendo. Al ser encaradas por la producción del equipo, reaccionaron de forma muy violenta y rechazando todo tipo de diálogo. Participación especial: Víctor Aranda («Pelo Verde») y Osvaldo Solorza («El Poderoso»), locutores de Radio Carolina. |              |                                                      |                           |                    |
| 79 | 11           | «Ladrones de casas»                                  | 11 de diciembre de 2016   | 13,8               |
| Delincuentes aprovechaban ser profesionales para robar hogares, recibiendo una cucharada de su propia medicina. |              |                                                      |                           |                    |
| 80 | 12           | «Diplomático acosador»                               | 18 de diciembre de 2016   | 16,5               |
| Jeong Hak Park, agregado cultural de la Embajada de Corea del Sur en Chile, es denunciado por abuso sexual de una niña de 12 años haciendo ofrecer regalos con el fin de victimizarla; para desenmascararlo, fue a una casa de la supuesta menor de edad pero no se esperaría al tío Emilio quien le pide explicaciones. |              |                                                      |                           |                    |
| 81 | 13           | «Especial de Navidad»                                | 25 de diciembre de 2016   | 15,0               |
| Resumen de los mejores momentos emblemáticos a lo largo del programa. |              |                                                      |                           |                    |
| 82 | 14           | «Especial de técnicos / El honesto»                  | 2 de enero de 2017        | N/D                |
| 16 técnicos de distintos oficios, cuatro por segmento, ponen a prueba las reparaciones de mecánica, línea blanca y gasfitería con el fin de ganar un premio especial por ser el más honesto. Aparte de ello, aparece un doble del «Tío Emilio». |              |                                                      |                           |                    |
| 83 | 15           | «El rey del cartereo»                                | 8 de enero de 2017        | 11,2               |
| Santiago Lucero, un conocido carterista con más de 22 años de experiencia hace de las suyas sustrayendo equipajes, bolsos y mochilas a turistas y clientes de distintos establecimientos; por ello el equipo desenmascara tanto al sujeto una vez detenido por PDI, como sus cómplices que abordaban en un auto para fugarse. En cambio, la abogada Macarena Venegas enfrenta un caso de estafa a clientes en contra de una empresa que repara fugas y un operativo policial encaran a ladrones de autos. |              |                                                      |                           |                    |
| 84 | 16           | «Engaño descarado»                                   | 15 de enero de 2017       | 12,5               |
| Unos tipos simulan ser estudiantes universitarios engañando a turistas extranjeros. Luego se muestran las reacciones en Corea del Sur sobre el caso del exdiplomático acosador emitido hace semanas. |              |                                                      |                           |                    |
| 85 | 17           | «Corrupción»                                         | 22 de enero de 2017       | 12,6               |
| El equipo dio un seguimiento de corruptos funcionarios municipales y de gobierno, que vendían y adquirían licencias de conducir a gente que no sabían manejar. Al cierre del episodio, se muestran los agradecimientos de los fanáticos del programa de forma muy especial y también, la resolución definitiva del caso de las arrendatarias violentas. |              |                                                      |                           |                    |

### Séptima temporada (2017)
| N.º en serie | N.º en temp. | Título                         | Fecha de emisión original | Audiencia (puntos) |
| --- | ------------ | ------------------------------ | ------------------------- | ------------------ |
| 86 | 1            | «El asesor energético»         | 20 de agosto de 2017      | 19,1               |
| Un falso vidente, residente en Talca, engaña a campesinos y habitantes de zonas rurales con sus supuestos poderes. Además, debuta una nueva sección llamada «Los Cobradores Humanos», donde los protagonistas ayudan a personas que han sido estafados por sus propios amigos y/o familiares. En esta ocasión, se enfrentaron a un sujeto que debía 10 millones de pesos a sus excompañeros de trabajo, sin darles pago ni respuesta alguna por más de dos años. Sin embargo, la acción ejercida por el programa fue resistida violentamente por los hijos del acusado. |              |                                |                           |                    |
| 87 | 2            | «El falso médico»              | 27 de agosto de 2017      | 23,4               |
| Álvaro Reyes Valbruni impactó por su frialdad para estafar y mentir, para aprovecharse de incautas personas y apropiarse de todo lo que ellos tienen. Después de un complejo seguimiento, quedó en evidencia el proceder de este personaje, que se hacía pasar por médico, abogado, ingeniero y hasta profesor de física, sin tener ningún título universitario. Además, debutó un nuevo segmento llamado «¡Hasta Cuándo!», el cual ayuda a personas que denuncian distintos tipos de abusos. En este segmento, se mostró el caso de un hombre a quien se le rechazaron cuatro licencias médicas. Durante la investigación, el jefe de hogar que sufría de problemas respiratorios, falleció esperando la resolución del Compin, lucha que continuó su pareja con la ayuda del programa.                                                                                             |              |                                |                           |                    |
| 88 | 3            | «Los lanzas del Metro»         | 3 de septiembre de 2017   | 20,4               |
| Emilio Sutherland junto al equipo del programa se sumergieron en las redes delictuales que operan a diario en el Metro de Santiago, con el objetivo de develar sus formas de operar, sus técnicas y su cotidiano actuar. Los antisociales fueron claramente identificados por las cámaras del programa, para prevenir a la ciudadanía que a diario se mueve por este medio de transporte. Con la ayuda de Carabineros y del propio Metro, Emilio y su equipo realizaron este detallado trabajo, que deja en evidencia un problema que día a día afecta a miles de personas. Además, la abogada Macarena Venegas presentó el caso de una madre, con su hijo que sufre Asperger, quien demandaba a su exmarido por más de 10 años de pensiones de alimentos. El caso cerró cuando el deudor fue detenido por la Policía de Investigaciones y lo llevaron a cumplir reclusión nocturna. |              |                                |                           |                    |
| 89 | 4            | «Hombre asaltado 10 veces»     | 10 de septiembre de 2017  | 22,1               |
| Manuel Meneses, de 71 años de edad, vendedor de un kiosco, lidió con un delincuente que lo asaltó 10 veces en 10 días. No contento con robarle al esforzado kiosquero, el sujeto se burlaba de él y lo atormentaba constantemente. Gracias al trabajo del equipo del programa junto a carabineros de civil, lograron atrapar in fraganti al antisocial, quien quedó en prisión preventiva debido a su amplio prontuario delictual. Además, se puso a prueba la honestidad de conductores de taxis versus conductores de Uber. |              |                                |                           |                    |
| 90 | —            | «Capítulo especial: lo mejor»  | 17 de septiembre de 2017  | 11,7               |
| En este capítulo especial, se muestra lo mejor de las temporadas anteriores. Se emite la caída de la banda del famoso juego «Pepito paga doble» y los ladrones de casas. |              |                                |                           |                    |
| 91 | 5            | «El falso enfermo»             | 24 de septiembre de 2017  | 18,8               |
| Cristián Rubio, un sujeto afectado por una psoriasis de carácter leve, magnifica su enfermedad para pedir limosna a la gente. Se autoinfiere heridas para provocar lástima y pedir dinero. Llega a juntar hasta 40.000 pesos en tres horas, las cuales gasta en taxi, hospedaje, comida, alcohol y drogas. Además, en la sección «¡Hasta Cuándo!» se revela el caso de una mujer que lucha para no jubilarse por enfermedad; de lo contrario, recibiría una pensión de sólo 117.000 pesos. Participación especial: Francisca Merino. |              |                                |                           |                    |
| 92 | 6            | «Garantías extendidas»         | 1 de octubre de 2017      | 22,4               |
| Cuatro vendedores de la multitienda Hites de la comuna de San Bernardo, agregaban garantías extendidas a las compras realizadas por sus clientes sin previo consentimiento de éstos. Estos cargos podían llegar hasta un 40% por sobre el precio del producto original. Con la ayuda del actor Álvaro Gómez -de quien una de las vendedoras era gran admiradora-, se logró desenmascarar a una de las participantes del engaño, dejando en evidencia toda la cadena que afectaba a clientes de esta tienda. Hites reaccionó, desvinculando a los sujetos involucrados y presentando acciones legales contra ellos. Participación especial: Álvaro Gómez. |              |                                |                           |                    |
| 93 | 7            | «Especial "después de trampa"» | 8 de octubre de 2017      | 15,8               |
| Se presentó una actualización sobre algunos casos revelados con anterioridad y se puso en evidencia en qué situación se encuentran hoy sus protagonistas. Entre ellos se encuentran los casos de las arrendatarias violentas, el falso médico Álvaro Reyes Valbruni, don Manuel Meneses (el conocido abuelito del kiosco del centro de Santiago), las víctimas de un constructor que timaba a sus clientes y Cristián Rubio (quien padece psoriasis y se aprovechaba de su enfermedad a la piel para pedir dinero). Algunos de ellos permanecen en prisión, mientras que Rubio se internó en un centro de rehabilitación para combatir sus problemas de drogas y alcohol. |              |                                |                           |                    |
| 94 | 8            | «Ladrones de autos»            | 15 de octubre de 2017     | 21,2               |
| En este capítulo se mostró una nueva técnica utilizada por delincuentes, la cual permite abrir vehículos sin romper un vidrio ni forzar una cerradura, con el claro objetivo de robar pertenencias que se encuentren en el interior. Esta técnica consiste en emplear un «control remoto universal», el cual permite abrir autos con sistemas de alarma antiguos. También se utiliza un radiotransmisor, el cual inhibe la señal inalámbrica que el conductor envía a su vehículo para efectuar su cierre. Las principales víctimas de este delito son padres que llegan en sus vehículos a dejar a sus hijos a los colegios. Por otra parte, Macarena Venegas emplazó a un joven que es padre de tres hijos con tres mujeres distintas, dos de las cuales lo están denunciando por no pago de la pensión alimenticia correspondiente.                                               |              |                                |                           |                    |
| 95 | 9            | «Regreso a Parinacota»         | 22 de octubre de 2017     | 15,9               |
| Después de dos años, Emilio Sutherland regresa a la población Parinacota (comuna de Quilicura) para mostrar el nuevo ambiente que se vive en la actualidad. Conjuntamente, se muestran los casos de un taxista agresor de mujeres y de un taxista que entrega billetes falsos. Además, la abogada Macarena Venegas presenta el caso de un padre que se ve obligado a denunciar a su propio hijo por apropiación indebida del dinero de la venta de la casa de su progenitor. |              |                                |                           |                    |
| 96 | 10           | «Arrendatarios abusivos»       | 29 de octubre de 2017     | 14,2               |
| En este episodio se pone al descubierto a dos arrendatarios sinvergüenzas y agresivos, quienes se tomaron las propiedades donde residen sin pagar los meses de arriendo y dejándolas en condiciones desastrosas. |              |                                |                           |                    |
| 97 | 11           | «Mecánico estafador»           | 5 de noviembre de 2017    | 17,3               |
| En este capítulo se muestra el caso de Carlos Salazar, el dueño de un taller de autos quien constantemente engañaba a sus clientes y les sacaba más dinero de lo que correspondía. Además, se demoraba en sus entregas y dejaba los autos igual o en peores condiciones. |              |                                |                           |                    |
| 98 | 12           | «Empresario estafador»         | 12 de noviembre de 2017   | 16,9               |
| En este capítulo se muestran las historias de dos sinvergüenzas. El primero, un presunto empresario de la construcción quien estafa a sus clientes con altas sumas de dinero, dejando las obras inconclusas. Además, se presenta el burdo engaño del cual son víctimas algunos automovilistas cuando llegan a una planta de revisión técnica. |              |                                |                           |                    |
| 99 | 13           | «Falso productor de eventos»   | 26 de noviembre de 2017   | 14,8               |
| En este capítulo, Emilio Sutherland encara a Boris Hurtado, un productor de eventos que engañaba a novios en el día más importante de sus vidas, así como también a escolares ad portas de sus fiestas de graduación. |              |                                |                           |                    |
| 100 | 14           | «La "abuela lanza"»            | 3 de diciembre de 2017    | 24,9               |
| En este episodio se muestra el increíble caso de Silvia Gómez, una mujer carterista de 73 años, quien hace más de 35 años roba descaradamente en la feria y tendrá que responder ante sus actos. Además, la abogada Macarena Venegas va en defensa de un joven con discapacidades que ha sido estafado por un supuesto amigo. Por último, se realiza la búsqueda del gásfiter más honesto. |              |                                |                           |                    |
| 101 | 15           | «Graves falencias en Uber»     | 10 de diciembre de 2017   | 19,5               |
| En este episodio se revelan las graves falencias de Uber y sus irregularidades, una millonaria estafa en la automotora Alport y una mujer que se aprovecha fraudulentamente de inocentes personas inventando una burda historia. |              |                                |                           |                    |

### Octava temporada (2018)
| N.º en serie | N.º en temp. | Título              | Fecha de emisión original | Audiencia (puntos) |
| --- | ------------ | ------------------- | ------------------------- | ------------------ |
| 102 | 1            | «Falso tarotista»   | 23 de septiembre de 2018  | 15,9               |
| En el primer episodio de la temporada 2018 de En su propia trampa, Emilio Sutherland y su equipo fueron en busca de Fernando Albornoz, comunicador audiovisual de profesión, quien se gana la vida como supuesto tarotista. Este sujeto se instalaba afuera del metro Pedro de Valdivia para encontrar a mujeres vulnerables, con penas de amor, que necesitaran consejos y a alguien que las escuchara. Fue desenmascarado junto a grandes invitados como Jorge «Mago» Valdivia, Rodrigo Gallina y Mariana Derderían.                                                                                |              |                     |                           |                    |
| 103 | 2            | «Los Tuercas»       | 30 de septiembre de 2018  | 15,1               |
| Una banda dedicada al robo de vehículos fue la protagonista de este episodio, el cual también mostró el drama que vivían unos vecinos de Pirque a raíz de un basural clandestino instalado cerca de sus hogares. |              |                     |                           |                    |
| 104 | 3            | «Las hermanas Peña» | 7 de octubre de 2018      | 13,4               |
| En este capítulo, las hermanas Peña siguen «comunicándose» con el más allá y abriendo portales espirituales, para así convencer a las personas de que tienen dones muy particulares. Todo esto, con el único fin de lucrar a destajo con la inocencia de la gente y estafarlas. Al igual como en la temporada 2012, nuevamente fueron encaradas. Además, un falso constructor que estafó con más de tres millones de pesos a un vecino de Santiago y que dejó una latente bomba de tiempo, pues las paredes podrían venirse abajo en cualquier momento poniendo en riesgo la vida de quien la habite. |              |                     |                           |                    |
| 105 | 4            | «Falso radiólogo»   | 14 de octubre de 2018     | 10,8               |
| Nelson Núñez fue el protagonista de este episodio, gracias a una curiosa máquina llamada «Metatron Hunter», con la cual entregaba diagnósticos errados y tratamientos sin sentido a personas que buscaban alguna solución a sus dolencias. |              |                     |                           |                    |

## Episodios censurados
| Fecha de estreno prevista | N.° en serie | N.° en temp. | Título             | Motivo |
| ------------------------- | ------------ | ------------ | ------------------ | --- |
| 8 de julio de 2013        | 27           | 3            | «Engaña con la fe» | El episodio fue censurado por resolución de la séptima sala de la Corte de Apelaciones de Santiago. En reemplazo se mostró el episodio de un hombre que finge ataques epilépticos para robarle a la gente. Finalmente la séptima sala de la Corte de Apelaciones de Santiago realizó una resolución que permitió a Canal 13 emitir dicho capítulo el 14 de octubre de 2013. |

## Premios y nominaciones
| Año  | Premio           | Categoría                    | Resultado |
| ---- | ---------------- | ---------------------------- | --------- |
| 2011 | Copihue de Oro   | Mejor Programa Periodístico  | Ganador   |
| 2012 | Copihue de Oro   | Mejor Programa Periodístico  | Ganador   |
| 2013 | Premios TV Grama | Mejor Programa Periodístico  | Ganador   |
| 2013 | Premios Fotech   | Mejor Programa Periodístico  | Ganador   |
| 2013 | Copihue de Oro   | Mejor Reality o Docurreality | Ganador   |
| 2014 | Copihue de Oro   | Mejor Programa Periodístico  | Ganador   |
| 2015 | Copihue de Oro   | Mejor Programa Periodístico  | Ganador   |
| 2016 | Copihue de Oro   | Mejor Programa Periodístico  | Ganador   |
| 2017 | Copihue de Oro   | Mejor Programa Periodístico  | Ganador   |